# Dani van der Moot
Dani van der Moot (* 7. März 1997 in Zaandam) ist ein niederländischer Fußballspieler.

## Karriere

### Verein
Van der Moot begann seine Karriere beim FC Volendam. Zwischen 2008 und 2012 spielte er in der Jugend von AZ Alkmaar. Zur Saison 2012/13 wechselte er in die Jugend der PSV Eindhoven. Im Dezember 2014 debütierte er für die Zweitmannschaft von Eindhoven in der Eerste Divisie, als er am 19. Spieltag der Saison 2014/15 gegen Telstar in der 62. Minute für Elvio van Overbeek eingewechselt wurde. Bis Saisonende kam er zu zwei Einsätzen in der zweiten niederländischen Spielklasse. In der Saison 2015/16 kam er zu einem Einsatz für die Zweitmannschaft.
Zur Saison 2016/17 wurde er an die Zweitmannschaft des FC Utrecht verliehen. Im Oktober 2016 erzielte er bei einer 2:1-Niederlage gegen die MVV Maastricht sein erstes Tor in der Eerste Divisie. Bis Saisonende kam er zu 27 Einsätzen für die Zweitmannschaft von Utrecht, in denen er drei Tore erzielte. Nach dem Ende der Leihe kehrte er zur Saison 2017/18 nach Eindhoven zurück. Für die Zweitmannschaft der PSV absolvierte er in jener Saison elf Spiele, in denen er ein Tor erzielte.
Nach der Saison 2017/18 verließ er die PSV Eindhoven. Nach einem halben Jahr ohne Verein wechselte er im Januar 2018 zum FC Volendam, für den er bereits in seiner Jugend gespielt hatte. Für Volendam kam er in der Saison 2018/19 zu acht Einsätzen in der zweiten niederländischen Liga, in denen er ein Tor erzielte.

### Nationalmannschaft
Van der Moot spielte 2012 für die niederländische U-15-Auswahl. Von 2012 bis 2013 kam er zu neun Einsätzen für die U-16-Mannschaft.
Im September 2013 debütierte er gegen Deutschland für das U-17-Team. Mit diesem nahm er 2014 auch an der EM teil. Mit den Niederlanden unterlag er im Finale England. Van der Moot kam während des Turniers in allen fünf Spielen zum Einsatz und erzielte zwei Tore.